# Ланиган, Джон
Джон Ланиган (англ. John Lanigan; 1758 — 8 июля 1825) — ирландский церковный историк.

## Жизнеописание
Джон Ланиган родился в городе Кэшел (графство Типперэри, Ирландия). Он происходил из рода Ui Langachain of Hy Coonagh, что около Crotta Cliach, и был старшим сыном Томаса Ланигана (Thomas Lanigan), школьного учителя, и его жены, Мэри Энн Доркан (Mary Anne Dorkan).Очень рано он получил образование от отца и в частной протестантской классической школе Кашела, аналогичной католическим школам, которые были запрещены в Ирландии.
В 1776 году он отправился в Ирландский колледж, Рим, чтобы выучиться на священника, и после быстрого курса был рукоположён. По совету Пьетро Тамбурини (итал. it:Pietro Tamburini). Он покинул Рим и отправился на кафедру церковной истории и древнееврейского языка в университете Падуи. В 1786 он отказался принять участие в знаменитом епархиальном Синоде в Пистойе, хотя ему было предложено место синодального богослова.
В 1793 году он опубликовал свой труд Institutionum biblicarum pars prima (Павия), посвящённый истории книг Ветхого и Нового заветов, две другие предполагавшиеся части которого так и не были написаны. 28 июня 1794 году он получил степень доктора богословия от своего университета.
Во время Наполеоновского нашествия двумя годами позже он вернулся в Ирландию и прибыл в Корк в нищем состоянии. Его обращение о материальной помощи к Фрэнсису Мойлану (Francis Moylan), епископу Коркскому, услышано не было, вероятно, потому, что епископ подозревал его в янсенизме, исходя из его связей с Тамбурини и духовенством Павии. Аналогичным результатом окончилось его прошение в родной епархии, и он отправился в Дублин, где он был взят на должность помощника священника генерал-викарием, о. Хамилем (Hamil), бывшем студентом во времена его пребывания в Риме. Вскоре после он был принят профессором Ветхого и Нового Заветов и древнееврейского в Maynooth College по рекомендации архиепископов Арамахского и Дублинского. Доктор Мойлан (Dr. Moylan), однако, вчинил препятствие. Он предложил Ланигану сначала подписать формулу, служившую для проверки на верность католицизму многочисленных французских священников, бежавших в ту пору в Ирландию. Ланиган, не видя тому оправданий, отказался и подал в отставку.
2 мая 1799 года Ланиган занял пост помощника библиотекаря и иностранного корреспондента Дублинское королевское общество, и начал работу над своей Ecclesiastical History of Ireland from the first introduction of Christianity among the Irish to the beginning of the thirteenth century, которая, однако, не была опубликована до 1822 года (4 vols., 8vo, Dublin). В его работе были выправлены неаккуратности Mervyn Archdall, Edward Ledwich, Гиральда Камбрийского и других авторов, занимавшихся церковной историей Ирландии. В своём труде Ланиган поддержал теорию языческого происхождения круглых ирландских башен.
В 1808 году он, Edward O’Reilly, William Halliday и отец Пол О’Брайен (Paul O'Brien) основали Гаэльское общество в Дублине, которое стало первой попыткой сохранить ирландский язык. Он часто писал в прессе в пользу религиозного равенства католиков и горячо сражался против предложенного королевского вето на назначение епископов (Royal Veto) в связи с ирландскими епископальным выборами.
В 1813 году его здоровье начало ухудшаться, и он вернулся в родной Кашел. Он достаточно оправился, чтобы завершить свои обязанности в Дублине, но ему пришлось отправиться в санаторий в дублинском районе Финглас, где он и скончался. Его могила, находящаяся на соседнем церковном погосте, отмечена крестом с ирландской и латинской надписями, воздвигнутым в 1861 году его литературными почитателями.

## Труды
Помимо работ, упомянутых выше, ему принадлежат
- «De origine et progressu hermeneuticae sacre» (Pavia, 1789);
- «Saggio sulla maniera d’insegnare ai giovani ecclesiastici la scienza de' libri sacri» (Pavia), написанные энергичным и красноречивым языком;
- «The Present State … of the Church of England and the Means of effecting a Reconciliation of the Churches», предисловие к «Protestant Apology for the Roman Catholic Church» (Dublin, 1809), by «Christianus» [Wm. Talbot].

Он приготовил к публикации первое издание бревиария, напечатанного в Ирландии, и редактировал появившийся в 1845 году труд Албана БатлераАлбана Батлера Meditations and Discourses.